# Anja Jonas
Anja Jonas (* 16. November 1973 in Leipzig) ist eine deutsche Politikerin (FDP) und war von 2009 bis 2014 Mitglied des Sächsischen Landtags.

## Leben
Jonas arbeitete von 1992 bis 1995 als Arzthelferin in einer niedergelassenen Praxis und wechselte anschließend in eine Beratungsstelle für Schwangere und Familien. An der Hochschule für Technik, Wirtschaft und Kultur Leipzig studierte sie von 1999 bis 2003 Sozialpädagogik mit Abschluss als Diplom-Sozialpädagogin (FH). An der Universität Leipzig arbeitete sie als freiberufliche Sozialpädagogin in einem Kompetenzzentrum im Bereich der Sozialmedizin.
Sie lebt in Markkleeberg, ist verheiratet und hat zwei Kinder.

## Politik
Seit 2002 ist Jonas Mitglied der FDP. Bei der Landtagswahl 2009 zog sie über die Landesliste der FDP in den Sächsischen Landtag ein. Sie war Vorsitzende des Petitionsausschusses und Mitglied im Ausschuss für Soziales. Mit dem Ausscheiden der FDP aus dem Landtag bei der Landtagswahl in Sachsen 2014 verlor sie ihr Abgeordnetenmandat.
Jonas ist Stadträtin von Markkleeberg und war stellvertretende Landesvorsitzende der FDP Sachsen und Kreisrätin im Landkreises Leipzig. 